# Segunda División de Portugal
La Segunda División de Portugal (Segunda Divisão en portugués) es la segunda categoría del Campeonato Portugués de Fútbol. Actualmente denominada como Segunda Liga, está formada por 18 equipos en la que los dos primeros ascienden a la Primeira Liga y los dos últimos clasificados descienden directamente a la Terceira Liga. El tercer clasificado juega una eliminatoria contra el antepenúltimo de la Primeira y el decimosexto juega una eliminatoria contra el ganador de la eliminatoria de ascenso de la Terceira.

## Equipos 2025/26
| Club                  | Ciudad               | Estadio                            | Capacidad | Pos. 24–25          |
| --------------------- | -------------------- | ---------------------------------- | --------- | ------------------- |
| Académico de Viseu    | Viseo                | Estádio do Fontelo                 | 7,744     | 10º                 |
| Benfica II            | Seixal               | Caixa Futebol Campus               | 2,720     | 4º                  |
| Chaves                | Chaves               | Estadio Municipal de Chaves        | 12,000    | 7º                  |
| Farense               | Faro                 | Estadio de São Luís                | 12,000    | 17º Primeira        |
| Feirense              | Santa Maria da Feira | Estádio Marcolino de Castro        | 5,600     | 8º                  |
| Felgueiras 1932       | Margaride            | Estádio Dr. Machado de Matos       | 15,000    | 9º                  |
| Leixões               | Matosinhos           | Estádio do Mar                     | 9,766     | 13º                 |
| Lusitânia             | Lourosa              | Estádio do Lusitânia de Lourosa FC | 8,000     | 1º Grupo A Terceira |
| Marítimo              | Funchal              | Estadio dos Barreiros              | 10.600    | 12º                 |
| Oliveirense           | Oliveira de Azeméis  | Estádio Municipal de Aveiro        | 30,127    | 17º                 |
| Oporto II             | Vila Nova de Gaia    | Estádio Municipal Jorge Sampaio    | 8,500     | 14º                 |
| Paços de Ferreira     | Paços de Ferreira    | Estadio Capital do Móvel           | 9,076     | 16º                 |
| Penafiel              | Penafiel             | Estádio Municipal 25 de Abril      | 6,500     | 11º                 |
| Portimonense          | Portimão             | Estadio Municipal de Portimão      | 9,544     | 15º                 |
| Sporting de Lisboa II | Alcochete            | Estádio Aurélio Pereira            | 1,200     | 4º Grupo B Terceira |
| Torreense             | Torres Vedras        | Campo Manuel Marques               | 12,000    | 5º                  |
| U.D. Leiria           | Leiría               | Estádio Dr. Magalhães Pessoa       | 29,900    | 6º                  |
| Vizela                | Vizela               | Estádio do Futebol Clube de Vizela | 6,100     | 3º                  |

## Lista de ganadores
| Temporada | Campeón               | Subcampeón           | Tercer lugar              | Máximo goleador                       | Club                              | Goles |
| --------- | --------------------- | -------------------- | ------------------------- | ------------------------------------- | --------------------------------- | ----- |
| 1990-91   | Paços de Ferreira     | Estoril Praia        | Torreense                 | Eduard Eranosyan                      | Leixões                           | 22    |
| 1991-92   | Espinho               | Belenenses           | Tirsense                  | Rashidi Yekini                        | Vitória de Setúbal                | 22    |
| 1992-93   | Estrela da Amadora    | União da Madeira     | Vitória de Setúbal        | Rashidi Yekini                        | Vitória de Setúbal                | 34    |
| 1993-94   | Tirsense              | União de Leiria      | Desportivo de Chaves      | Edinho                                | Portimonense                      | 16    |
| 1994-95   | Leça                  | Campomaiorense       | Felgueiras                | Tihomir Rudež                         | Campomaiorense                    | 20    |
| 1995-96   | Rio Ave               | Vitória de Setúbal   | Espinho                   | Paulo Vida                            | Desportivo das Aves               | 22    |
| 1996-97   | Campomaiorense        | Varzim               | Académica de Coimbra      | Carlos Freitas                        | Desportivo de Beja                | 17    |
| 1997-98   | União de Leiria       | Beira-Mar            | Alverca                   | Armando Santos                        | Moreirense                        | 21    |
| 1998-99   | Gil Vicente           | SL Benfica           | Santa Clara               | Marcão                                | Varzim                            | 23    |
| 1999-00   | Paços de Ferreira (2) | Beira-Mar            | Desportivo das Aves       | Marcão                                | Varzim                            | 27    |
| 2000-01   | Santa Clara           | Varzim               | Vitória de Setúbal        | Brandão                               | Santa Clara                       | 24    |
| 2001-02   | Moreirense            | Académica de Coimbra | Nacional                  | Ibón Pérez Paulo Vida Rômulo Serginho | Chaves Paços de Ferreira Nacional | 24    |
| 2002-03   | Rio Ave (2)           | Alverca              | Estrela da Amadora        | Igor                                  | Maia                              | 20    |
| 2003-04   | Estoril Praia         | Vitória de Setúbal   | Penafiel                  | Fábio Hempel                          | Salgueiros                        | 25    |
| 2004-05   | Paços de Ferreira (3) | Naval 1º de Maio     | Estrela da Amadora        | Rincón                                | Paços de Ferreira                 | 18    |
| 2005-06   | Beira-Mar             | Desportivo das Aves  | Leixões                   | Cássio Vargas Nuno Sousa              | Maia/ Chaves Gondomar             | 20    |
| 2006-07   | Leixões               | Vitória de Guimarães | Rio Ave                   | Roberto Alcântara                     | Leixões                           | 17    |
| 2007-08   | Trofense              | Rio Ave              | Vizela                    | Júlio César                           | Santa Clara                       | 13    |
| 2008-09   | Olhanense             | União de Leiria      | Santa Clara               | Djalmir                               | Olhanense                         | 20    |
| 2009-10   | Beira-Mar (2)         | Portimonense         | Feirense                  | Reguila                               | Trofense                          | 15    |
| 2010-11   | Gil Vicente FC (2)    | CD Feirense          | CD Trofense               | Bock                                  | Freamunde                         | 15    |
| 2011-12   | Estoril Praia (2)     | Moreirense F.C.      | CD das Aves               | Joeano                                | Arouca                            | 19    |
| 2012-13   | Belenenses            | FC Arouca            | Leixões SC                | Joeano                                | Arouca                            | 24    |
| 2013-14   | Moreirense (2)        | FC Oporto B          | FC Penafiel               | Jorge Pires                           | Moreirense                        | 22    |
| 2014-15   | Tondela               | União da Madeira     | GD Chaves                 | Tozé Marreco Erivelto                 | Tondela Sporting da Covilhã       | 23    |
| 2015-16   | FC Oporto B           | Chaves               | Feirense                  | Simeon                                | Gil Vicente                       | 20    |
| 2016-17   | Portimonense          | Deportivo das Aves   | União da Madeira          | Jorge Pires                           | Portimonense                      | 23    |
| 2017-18   | Nacional da Madeira   | Santa Clara          | Académico de Viseu        | Ricardo Gomes                         | Nacional                          | 21    |
| 2018-19   | Paços de Ferreira (4) | Famalicao            | Estoril-Praia             | Jorge Pires                           | Penafiel                          | 16    |
| 2019-20   | Nacional              | S. C. Farense        | Feirense                  | Agdon                                 | Varzim                            | 13    |
| 2020-21   | Estoril               | Vizela               | Arouca                    | Cassiano                              | Vizela                            | 16    |
| 2021-22   | Rio Ave               | Casa Pia             | Chaves                    | João Carlos                           | Académica                         | 17    |
| 2022-23   | Moreirense F. C. (3)  | S. C. Farense        | CF Estrela da Amadora SAD | André Clóvis                          | Académico de Viseu                | 28    |
| 2023-24   | Santa Clara (2)       | Nacional da Madeira  | AVS                       | Nenê                                  | AVS                               | 23    |
| 2024-25   | Tondela (2)           | Alverca              | Vizela                    | Anthony Carter Juan Muñoz             | Alverca União de Leiria           | 15    |

## Títulos por club
| Club                 | Títulos | Subtítulos | Años campeón                         | Años subcampeón    |
| -------------------- | ------- | ---------- | ------------------------------------ | ------------------ |
| Paços de Ferreira    | 4       | 0          | 1990–91, 1999–2000, 2004–05, 2018–19 | –                  |
| Estoril              | 3       | 1          | 2003–04, 2011–12, 2020-21            | 1990–91            |
| Rio Ave              | 3       | 1          | 1995–96, 2002–03, 2021-22            | 2007–08            |
| Moreirense           | 3       | 1          | 2001–02, 2013–14, 2022–23            | 2011–12            |
| Beira-Mar            | 2       | 2          | 2005–06, 2009–10                     | 1997–98, 1999–2000 |
| Tondela              | 2       | 0          | 2014–15, 2024–25                     | –                  |
| Santa Clara          | 2       | 1          | 2000–01, 2023–24                     | 2017–18            |
| Nacional             | 2       | 1          | 2017–18, 2019-20                     | 2023–24            |
| Gil Vicente          | 2       | 0          | 1998–99, 2010–11                     | –                  |
| União de Leiria      | 1       | 2          | 1997–98                              | 1993–94, 2008–09   |
| Belenenses           | 1       | 2          | 2012–13                              | 1991–92, 1998–99   |
| Campomaiorense       | 1       | 1          | 1996–97                              | 1994–95            |
| Oporto II            | 1       | 1          | 2015–16                              | 2013–14            |
| Portimonense         | 1       | 1          | 2016–17                              | 2009–10            |
| Espinho              | 1       | 0          | 1991–92                              | –                  |
| Estrela da Amadora   | 1       | 0          | 1992–93                              | –                  |
| Tirsense             | 1       | 0          | 1993–94                              | –                  |
| Leça                 | 1       | 0          | 1994–95                              | –                  |
| Leixões              | 1       | 0          | 2006–07                              | –                  |
| Trofense             | 1       | 0          | 2007–08                              | –                  |
| Olhanense            | 1       | 0          | 2008–09                              | –                  |
| Varzim               | 0       | 2          | –                                    | 1996–97, 2000–01   |
| Vitória de Setúbal   | 0       | 2          | –                                    | 1995–96, 2003–04   |
| União da Madeira     | 0       | 2          | –                                    | 1992–93, 2014–15   |
| Desportivo das Aves  | 0       | 2          | –                                    | 2005–06, 2016–17   |
| S. C. Farense        | 0       | 2          | –                                    | 2019–20, 2022–23   |
| Alverca              | 0       | 2          | –                                    | 2002–03, 2024–25   |
| Académica            | 0       | 1          | –                                    | 2001–02            |
| Naval 1º de Maio     | 0       | 1          | –                                    | 2004–05            |
| Vitória de Guimarães | 0       | 1          | –                                    | 2006–07            |
| Feirense             | 0       | 1          | –                                    | 2010–11            |
| Arouca               | 0       | 1          | –                                    | 2012–13            |
| Chaves               | 0       | 1          | –                                    | 2015–16            |
| Famalicão            | 0       | 1          | –                                    | 2018–19            |
| Vizela               | 0       | 1          |                                      | 2020-21            |
| Casa Pia             | 0       | 1          |                                      | 2021-22            |